# Amrumer Odde
L'Amrumer Odde (öömrang: point d'Amrum) est la partie la plus septentrionale de l'île d'Amrum, dans la région du Schleswig-Holstein en Allemagne, et se situe au nord-est de la localité de Norddorf sur Amrum. L'Amrumer Odde est également, depuis 1936, une réserve naturelle.

## Géographie
L'Amrumer Odde est longue d'environ deux kilomètres et large de 150 à 200 mètres en moyenne. Elle se compose principalement d'une ceinture de dunes pouvant atteindre 24 mètres de haut. L'Odde s'est formée à partir du Kniepsand qui se déplace constamment vers l'est ou le nord-est. Environ 150 hectares de l'Odde sont désignés comme réserve naturelle, gérée par l'association Jordsand. Officiellement, elle est appelée "réserve naturelle de la pointe nord d'Amrum sur l'île d'Amrum dans le district de Südtondern" ou "Amrum-Odde". L'Odde sert de lieu de nidification à de nombreux oiseaux marins. C'est pourquoi, pendant la période de reproduction, on ne peut la contourner que par la ligne côtière. L'Odde comprend un crochet d'estran recouvert de gravier, la véritable pointe nord d'Amrum.

## Histoire
La zone a été classée réserve naturelle (NSG) en 1936. La même année, une maison de gardien d'oiseaux au toit de chaume y a été construite dans une vallée de dunes et existe encore. Depuis 1941, l'association Jordsand est chargée de l'entretien de la zone. Pour éviter une inondation, une courte digue a été construite en 1955 dans le sens de la longueur à l'endroit le plus étroit au sud de l'Odde. En 1970, la réserve naturelle a été agrandie.

## Faune et flore
Sur le côté ouest, on trouve des cordons littoraux de Cakile. Dans les dunes poussent entre autres le Gaillet, le Serpolet, le Céraiste diffus l'œillet des chartreux.
L'Amrumer Odde est le lieu de nidification de nombreuses espèces d'oiseaux. Environ 700 couples de Goélands argentés, de Goélands bruns, d'Eiders à duvet et de Harles huppés y nichent. Des Sternes naines nichent sur la pointe de gravier. L'Odde est également importante comme lieu de repos et d'hivernage pour les oiseaux. 